# Galaxias eldoni
Galaxias eldoni är en fiskart som beskrevs av Mcdowall, 1997. Galaxias eldoni ingår i släktet Galaxias och familjen Galaxiidae. Inga underarter finns listade i Catalogue of Life.